# Eduardo José Castillo Pino
Eduardo José Castillo Pino (Guayaquil, 21 marzo 1970) è un arcivescovo cattolico ecuadoriano, dal 2 ottobre 2019 arcivescovo metropolita di Portoviejo.

## Biografia

### Formazione e ministero sacerdotale
Dopo aver frequentato il seminario maggiore, ha compiuto gli studi di filosofia e teologia nella Pontificia Università della Santa Croce a Roma. Il 20 novembre 1994 è stato ordinato presbitero.
Successivamente a Roma ha conseguito la licenza e il dottorato in teologia dogmatica sempre presso la Pontificia Università della Santa Croce.
Dal 2000 al 2008 è stato direttore degli studi presso il seminario maggiore di Guayaquil e professore di teologia dogmatica.

### Ministero episcopale
Il 14 marzo 2012 papa Benedetto XVI lo ha nominato vescovo ausiliare di Portoviejo e vescovo titolare di Tarasa di Bizacena. Ha ricevuto l'ordinazione episcopale il 1º giugno successivo da Lorenzo Voltolini Esti, arcivescovo di Portoviejo, co-consacranti il nunzio apostolico in Ecuador e arcivescovo titolare di Diocesi di Sasabe Giacomo Guido Ottonello e l'arcivescovo di Guayaquil Antonio Arregui Yarza.
Il 14 settembre 2018 è stato nominato amministratore apostolico della Portoviejo.
Ha partecipato alla XV assemblea generale ordinaria del sinodo dei vescovi il 15 ottobre 2018 dal tema I Giovani, la Fede e il Discernimento Vocazionale.
Il 2 ottobre 2019 papa Francesco lo ha nominato arcivescovo di Portoviejo. Ha preso possesso dell'arcidiocesi il 30 ottobre successivo con una celebrazione presso la cattedrale di Gesù Buon Pastore. Ha ricevuto il pallio il 29 giugno 2020 a Roma e il 15 agosto successivo gli è stato imposto dalle mani del nunzio apostolico in Ecuador Andrés Carrascosa Coso.

## Genealogia episcopale e successione apostolica
La genealogia episcopale è:
- Cardinale Scipione Rebiba
- Cardinale Giulio Antonio Santori
- Cardinale Girolamo Bernerio, O.P.
- Arcivescovo Galeazzo Sanvitale
- Cardinale Ludovico Ludovisi
- Cardinale Luigi Caetani
- Cardinale Ulderico Carpegna
- Cardinale Paluzzo Paluzzi Altieri degli Albertoni
- Papa Benedetto XIII
- Papa Benedetto XIV
- Papa Clemente XIII
- Cardinale Marcantonio Colonna
- Cardinale Giacinto Sigismondo Gerdil, B.
- Cardinale Giulio Maria della Somaglia
- Cardinale Carlo Odescalchi, S.I.
- Vescovo Eugène de Mazenod, O.M.I.
- Cardinale Joseph Hippolyte Guibert, O.M.I.
- Cardinale François-Marie-Benjamin Richard
- Cardinale Pietro Gasparri
- Cardinale Clemente Micara
- Arcivescovo Armando Lombardi
- Arcivescovo Giovanni Ferrofino
- Arcivescovo José Mario Ruiz Navas
- Arcivescovo Lorenzo Voltolini Esti
- Arcivescovo Eduardo José Castillo Pino

La successione apostolica è:
- Vescovo Vicente Horacio Saeteros Sierra (2020)
- Vescovo Ramiro Alejandro Herrera Herrera (2024)